# Heurística
La heurística (en griego antiguo: εὑρίσκειν, romanizado: heurískein), que significa «hallar, inventar» (el pretérito perfecto de este verbo es eureka), aparece en más de una categoría gramatical. Cuando se usa como sustantivo, se refiere a la disciplina, el arte o la ciencia del descubrimiento. Cuando aparece como adjetivo, se refiere a cosas más concretas, como estrategias, reglas, silogismos y conclusiones. No se debe confundir con la erística, que es en cierto modo lo opuesto a ella.
Estos dos usos están íntimamente relacionados, ya que la heurística usualmente propone estrategias que guían el descubrimiento. El término fue utilizado por Albert Einstein en la publicación sobre efecto fotoeléctrico (1905), con el cual obtuvo el premio Nobel en Física en el año 1921 y cuyo título traducido al idioma español es: “Sobre un punto de vista heurístico concerniente a la producción y transformación de la luz” (Über einen die Erzeugung und Verwandlung des Lichtes betreffenden heuristischen Gesichtspunkt).
Actualmente se han hecho adaptaciones al término en diferentes áreas, así definen la heurística como un arte, técnica o procedimiento práctico o informal, para resolver problemas. Alternativamente, Imre Lakatos lo define como un conjunto de reglas metodológicas no necesariamente forzosas, positivas y negativas, que sugieren o establecen cómo proceder y qué problemas evitar a la hora de generar soluciones y elaborar hipótesis.
En general, se considera que la capacidad heurística es un rasgo característico de los humanos desde cuyo punto de vista puede describirse como el arte y la ciencia del descubrimiento y de la invención o de resolver problemas mediante la creatividad y el pensamiento lateral o pensamiento divergente.  Según el matemático George Pólya la base de la heurística está en la experiencia de resolver problemas y en ver cómo otros lo hacen. Consecuentemente se dice que hay búsquedas ciegas, búsquedas heurísticas (basadas en la experiencia) y búsquedas racionales.
La popularización del concepto se debe a George Pólya, con su libro Cómo resolverlo (How to solve it). Habiendo estudiado tantas demostraciones matemáticas desde su juventud, quería saber cómo los matemáticos llegan a ellas. El libro contiene la clase de recetas heurísticas que trataba de enseñar a sus alumnos de matemáticas. Cuatro ejemplos extraídos de él ilustran el concepto mejor que ninguna definición: 
- Si no consigues entender un problema, dibuja un esquema exhaustivo (trazando un prototipo con el que discernir el relato de ideas de referencia conocidas e hipótesis razonables).
- Si no encuentras la solución, haz como si ya la tuvieras y mira qué puedes deducir de ella (razonando a la inversa).
- Si el problema es abstracto, prueba a examinar un ejemplo concreto.
- Intenta abordar primero un problema más general (es la “paradoja del inventor”: el propósito más ambicioso es el que tiene más posibilidades de éxito).

## Matemática
En la matemática, la heurística existe desde la Grecia antigua. Sin embargo, la formalización y el alto grado de rigor en matemática le ha restado importancia al estudio del descubrimiento, considerándolo más bien de interés para la psicología. Aunque existe el campo de la teoría de la demostración, este nada tiene que ver con encontrar patrones de demostración o reglas para encontrar las demostraciones de los teoremas.
La palabra heurus proviene del griego erus. Hay trabajos de Poincaré, Hadamard y Polya sobre la creación en matemática. Al respecto el libro "Razonamiento plausible" de George Polya, describe las posibilidades de creación en las diversas ramas de la matemática y trabajos concretos de algunos matemáticos.

## Psicología
En psicología la heurística se relaciona con la creatividad y se ha propuesto que sea «aquella regla sencilla y eficiente para orientar la toma de decisiones y para explicar en un plano práctico cómo las personas llegan a un juicio o solucionan un problema». Usualmente una heurística opera cuando un problema es complejo o el problema trae información incompleta. En general, una heurística puede considerarse como un atajo a los procesos mentales activos y, por lo tanto, es una medida que ahorra o reserva recursos mentales. Las heurísticas funcionan efectivamente en la mayoría de las circunstancias, sin embargo, también pueden conducir a errores sistemáticos en la toma de decisiones o el desarrollo de juicios. La ideación de soluciones heurísticas frecuentemente arranca de un razonamiento por analogía.
Un ejemplo de un atajo mental es el uso de un estereotipo. Cuando se juzga a un individuo basándose en la descripción estereotípica de un grupo al cual pertenece, el uso del estereotipo puede resultar en un error, (juicio por preestablecido) ya que el individuo puede ser poco representativo del estereotipo. Sin embargo la heurística, aunque imperfecta, puede seguir siendo válida si el estereotipo es estadísticamente lo bastante correcto (no hay estadísticas de estereotipos disponibles). Así, los posibles errores puntuales quedan sobradamente compensados por los más frecuentes aciertos (más aciertos que errores). Estos son obtenidos, además, mediante una regla relativamente sencilla (no hay que basarse en razonamientos o conocimientos sólidos) que ahorra recursos mentales y acelera de forma significativa la toma de decisiones, lo que en ciertas situaciones puede resultar crítico (por ejemplo cuando la integridad física, mental o económica del individuo está en juego).

## Ingeniería
En ingeniería, una heurística es un método basado en la experiencia que puede utilizarse como ayuda para resolver problemas de diseño, desde calcular los recursos necesarios hasta en planear las condiciones de operación de los sistemas. Mediante el uso de heurísticas, es posible resolver más rápidamente problemas conocidos o similares a otros conocidos. Existen varios métodos heurísticos disponibles para los ingenieros como, por ejemplo, el Análisis modal de fallos y efectos y los árboles de fallo. En el primero se depende de un grupo de ingenieros experimentados que evalúan los problemas y fallos, los ordenan según su importancia y recomiendan soluciones. 
Otros, como los métodos de ingeniería forense, son una amplia fuente de información para la investigación de problemas y responsables, y se basan en la heurística del eslabón más débil y en la eliminación de causas improbables. El conocimiento de qué causas son probables y cuáles no, forma una heurística aprendida por la profesión durante muchos años, más que un conocimiento científico aplicado.
Dado que las heurísticas pueden equivocarse, es fundamental conocer los casos en los que son aplicables y los límites a su uso. En general, en la ingeniería deben considerarse como ayudas o apoyos para hacer estimaciones rápidas y diseños preliminares, pero no como justificaciones finales de un diseño o proyecto u otros.

## La heurística como metodología científica
Como metodología científica, la heurística es aplicable a cualquier ciencia e incluye la elaboración de medios auxiliares, principios, reglas, estrategias y programas que faciliten la búsqueda de vías de solución a problemas; o sea, para resolver tareas de cualquier tipo para las que no se cuente con un procedimiento algorítmico de solución.
Según Horst Müler: «Los procedimientos heurísticos son formas de trabajo y de pensamiento que apoyan la realización consciente de actividades mentales exigentes».
Los procedimientos heurísticos como método científico pueden dividirse en principios, reglas y estrategias.
- Principios heurísticos: constituyen sugerencias para encontrar —directamente— la idea de solución; posibilita determinar, por tanto, a la vez, los medios y la vía de solución. Dentro de estos principios se destacan la analogía y la reducción (modelización).
- Reglas heurísticas: actúan como impulsos generales dentro del proceso de búsqueda y ayudan a encontrar, especialmente, los medios para resolver los problemas. Las reglas heurísticas que más se emplean son:
  - Separar lo dado de lo buscado.
  - Confeccionar figuras de análisis: esquemas, tablas, mapas, etc.
  - Representar magnitudes dadas y buscadas con variables.
  - Determinar si se tienen fórmulas adecuadas.
  - Utilizar números —estructuras más simples— en lugar de datos.
  - Reformular el problema.
- Estrategias heurísticas: se comportan como recursos organizativos del proceso de resolución, que contribuyen especialmente a determinar la vía de solución del problema abordado. Existen dos estrategias:
  - El trabajo hacia adelante: se parte de lo dado para realizar las reflexiones que han de conducir a la solución del problema: hipótesis.
  - El trabajo hacia atrás: se examina primeramente lo que se busca y, apoyándose en los conocimientos que se tienen, se analizan posibles resultados intermedios de lo que se puede deducir lo buscado, hasta llegar a los dados.

## Otras acepciones
- Una teoría científica tiene un alto valor heurístico si es capaz de generar nuevas ideas o inducir nuevas invenciones. Para ello, sin ser irrelevante, no es imprescindible que la teoría sea cierta o incierta.

- Parafraseando a Sartre; merced a su capacidad heurística, pese a las predeterminaciones genéticas y otros condicionamientos, es probable que el ser humano (valga la aparente paradoja de la frase) esté condenado a ser libre de las limitaciones que el medio le impone.

- Mirándola desde los conceptos subyacentes, la propuesta heurística es la capacidad del ser humano para cambiar su conducta, con el fin de resolver situaciones problemáticas.